# Piao Xuefeng
Dans ce nom chinois, le nom de famille, Piao, précède le nom personnel Xuefeng.
Pour les articles homonymes, voir Piao.
Piao Xuefeng (en chinois : 朴雪峰), né le 11 août 1975, est un sauteur à ski chinois. Il est également devenu entraîneur de saut à ski.

## Parcours sportif
Xue-Feng Piao a pris part à quatre compétitions internationales organisées par la FIS : une épreuve de la Coupe du monde de saut à ski 2001 à Sapporo, et trois épreuves de Coupe continentale de saut à ski en 2000, également à Sapporo. Lors de ces compétitions, il est le seul représentant de République populaire de Chine ; il termine avant-dernier d'une de ces épreuves, et dernier des trois autres.

## Entraîneur

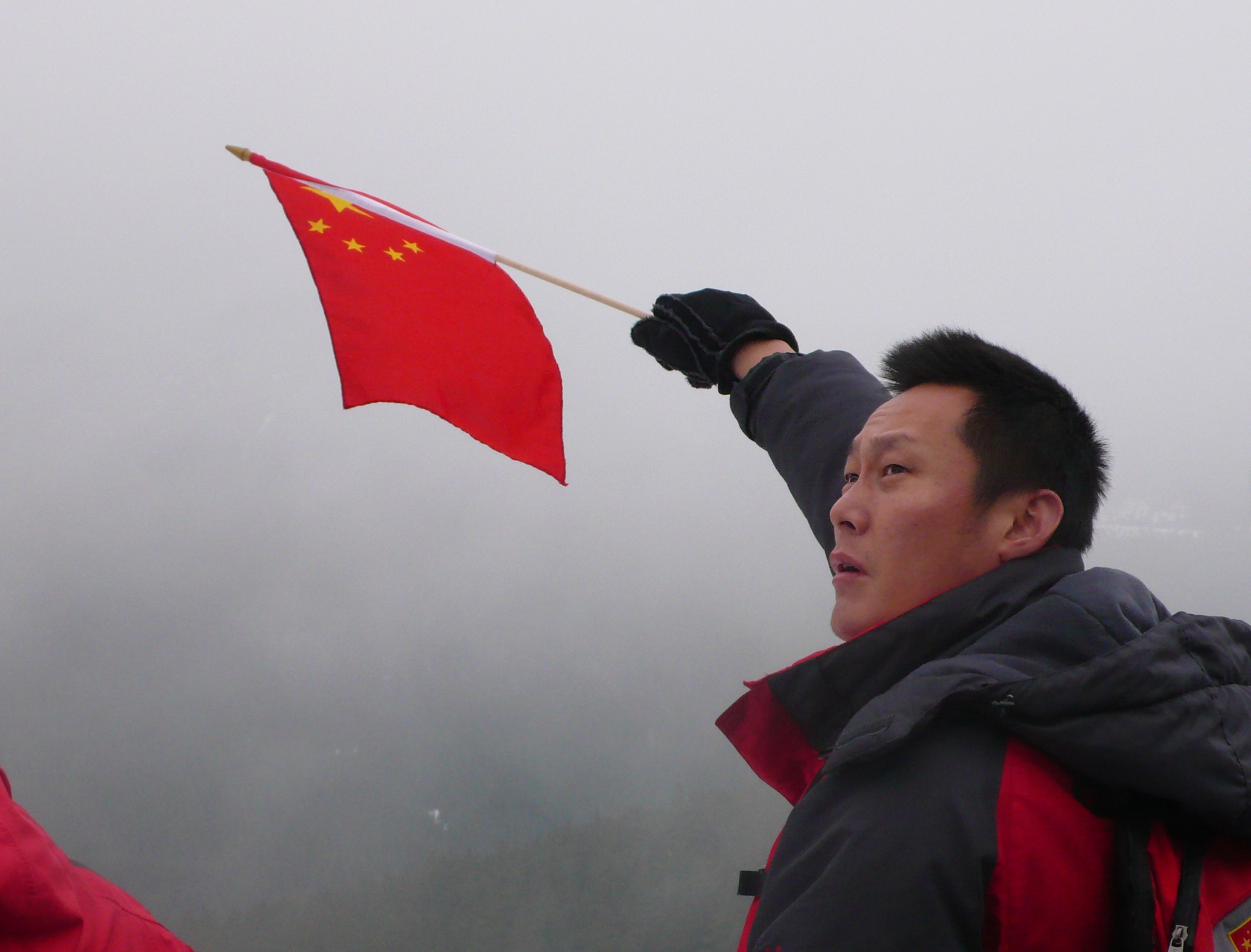
Xue-Feng Piao, entraîneur de saut à ski.

Il se consacre ensuite à l'encadrement de jeunes sauteurs, notamment l'équipe masculine de Chine, puis l'équipe féminine, qu'il accompagne lors d'une tournée en Europe en 2011.